# Lago Boracifero (meer)
Lago Boracifero is een meer gelegen in de provincie Grosseto, Toscane, Italië.
Het meer, gelegen in het stad Monterotondo Marittimo, nabij het gelijknamige dorp, staat bekend om zijn geisers.